# Abaurregaina
Abaurregaina (baskiska) eller Abaurrea Alta (spanska), officiellt Abaurregaina/Abaurrea Alta, är en kommun i Spanien.   Den ligger i provinsen och regionen Navarra, i den nordöstra delen av landet, 300 km nordost om huvudstaden Madrid. Antalet invånare är 133. Abaurregaina/Abaurrea Alta gränsar till Abaurrepea/Abaurrea Baja, Jaurrieta och Urraul Alto.
Kommunen har en yta på cirka 21,36 km2 och är med en medianhöjd på 1039 meter den högst belägna kommunen i Navarra. På grund av den höga altituden är temperaturen föränderlig, med temperaturer ner till –22 °C på vintern och en maximitemperatur 37 °C på sommaren.